# 김아록
김아록은 대한민국의 드라마 작가이다. 

## 극본

### 드라마
- 2018년  KBS2 드라마스페셜 2018 《이토록 오랜 이별》(집필)
- 2021년  KBS2 월화미니시리즈 《꽃 피면 달 생각하고》(집필)